# Thersistrombus thersites
Thersistrombus thersites là một loài ốc biển, là động vật thân mềm chân bụng sống ở biển trong họ Strombidae, họ ốc nhảy.